# Аарон Г'юз
Аарон Г'юз (англ. Aaron Hughes; нар. 8 листопада 1979, Кукстаун) — північноірландський футболіст, захисник австралійського клубу «Мельбурн Сіті» та національної збірної Північної Ірландії.
Більшу частину кар'єри провів у англійській Прем'єр-лізі, виступаючи за клуби «Ньюкасл Юнайтед», «Астон Вілла» та «Фулгем». Зіграв понад 450 матчів у цьому турнірі і є другим гравцем за цим показником в історії ліги, поступаючись лише Раяну Гіггзу. Також є одним з рекордсменів за кількістю матчів за національну збірну Північної Ірландії, поступаючись лише воротарю Пету Дженнінгсу, є беззмінним капітаном збірної з 2003 року.

## Клубна кар'єра
Розпочав займатись футболом в різних академіях Північної Ірландії. У 1996 році переїхав в Англію, потрапивши в академію клубу «Ньюкасл Юнайтед», де провів один рік.
У 1997 році Г'юз підписав перший професійний контракт з клубом. Дебютував за першу команду і взагалі в дорослому футболі на Камп Ноу в матчі Ліги чемпіонів проти «Барселони» 26 листопада 1997 року, замінивши у перерві Філіппа Альбера. 10 січня 1998 року дебютував у Прем'єр-лізі в грі проти «Шеффілд Венсдей». З сезону 1999/00 захисник став одним з ключових гравців оборони «сорок» і утримував цей статус до 2005 року, коли він покинув клуб. На той момент на його рахунку було 205 матчів і 4 м'ячі у Прем'єр-лізі.
Протягом 2005—2007 років захищав кольори команди клубу «Астон Вілла», зігравши 64 матчі у всіх змаганнях за клуб.

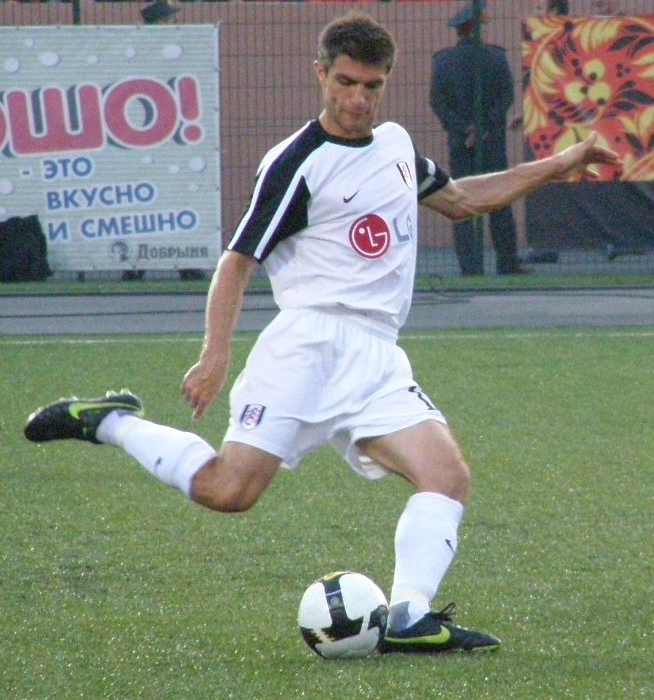
Аарон Г'юз під час виступів за «Фулгем». 27 серпня 2009 року.

Своєю грою за останню команду привернув увагу представників тренерського штабу «Фулгема», до складу якого приєднався 27 червня 2007 року. Відіграв за лондонський клуб наступні сім сезонів своєї ігрової кар'єри. Граючи у складі «Фулгема» також здебільшого виходив на поле в основному складі команди, а у сезоні 2009/10 став з командою фіналістом Ліги Європи, відігравши усі 120 хвилин фінального матчу проти мадридського «Атлетіко» (1:2).
Після 17 матчів за «Фулгем» у першій половині сезону 2013/14, 31 січня 2014 року Г'юз на правах вільного агента приєднався до клубу «Квінз Парк Рейнджерс», що виступав у Чемпіоншіпі. Менеджер «обручів» Гаррі Реднапп підписав його до кінця сезону, сказавши, що Г'юзу буде корисно набрати форму після травм, в той час як сам гравець спростував припущення, що він робить крок вниз у своїй кар'єрі. Всього до кінця сезону він зіграв у 11 матчах за клуб, а 24 травня Г'юз був на лавці запасних в фінальному матчі плей-оф за підвищення в Прем'єр-лігу, в якому КПР виграв 1:0 у «Дербі Каунті» на Вемблі і вийшов в еліту. Тим не менш в еліті знову Аарон не зіграв, позаяк 1 липня 2014 року Г'юз та ще шість його партнерів покинули команду після закінчення терміну дії їх контрактів.
У сезоні 2014/15 виступав у Чемпіоншіпі за «Брайтон енд Гоув», але виходив на поле нерегулярно і ще до завершення сезону, в квітні, покинув клуб.
13 липня 2015 року Г'юз підписав контракт з австралійським клубом «Мельбурн Сіті», куди його запросив багаторічний партнер по «Фулгему» Дам'єн Дафф. Але і тут захисник виходив на поле вкрай рідко.

## Виступи за збірну
Виступав за юнацькі і молодіжні збірні Північної Ірландії різних вікових категорій.
25 березня 1998 року дебютував в офіційних матчах у складі національної збірної Північної Ірландії в грі проти збірної Словаччини . 7 квітня 2002 року вперше вивів збірну з капітанською пов'язкою на матч проти збірної Іспанії в Белфасті. А з 2003 року став незмінним капітаном збірної аж до свого відходу в 2011 році, керуючи на полі командою в помітних перемогах над Англією, Іспанією і Швецією. Свій перший і єдиний гол за збірну Аарон забив лише у 77 матчі, в грі проти збірної Фарерських островів 10 серпня 2011 року .
Незабаром після цього він оголосив про завершення кар'єри у збірній у вересні 2011 року через постійні травми, зігравши до того момента у 79 матчах. Тим не менш вже 19 лютого 2012 року Г'юз оголосив про своє повернення в збірну і десять днів потому зіграв у товариському матчі проти збірної Норвегії (0:3).
31 травня 2015 року Г'юз провів свій 96-й матч за збірну, яким стала товариська гра з Катаром, і перевищив рекорд колишнього товариша по збірній і «Фулгему» Девіда Гілі, ставши новим польовим гравцем, який провів найбільше матчів за збірну в історії, і другим у загальному заліку після воротаря Пета Дженнінгса.
Наразі провів у формі головної команди країни 96 матчів, забивши 1 гол.

## Статистика виступів

### Статистика клубних виступів
| Сезон                       | Команда                     | Чемпіонат                   | Чемпіонат | Чемпіонат | Національний кубок | Національний кубок | Національний кубок | Континентальні кубки | Континентальні кубки | Континентальні кубки | Інші змагання | Інші змагання | Інші змагання | Усього | Усього |
| Сезон                       | Команда                     | Ліга                        | Ігор      | Голів     | Ліга               | Ігор               | Голів              | Ліга                 | Ігор                 | Голів                | Ліга          | Ігор          | Голів         | Ігор   | Голів  |
| --------------------------- | --------------------------- | --------------------------- | --------- | --------- | ------------------ | ------------------ | ------------------ | -------------------- | -------------------- | -------------------- | ------------- | ------------- | ------------- | ------ | ------ |
| 1997-98                     | «Ньюкасл Юнайтед»           | ПЛ                          | 4         | 0         | КА+КЛ              | 1+1                | 0                  | ЛЧ                   | 2                    | 0                    | —             | —             | —             | 8      | 0      |
| 1998-99                     | «Ньюкасл Юнайтед»           | ПЛ                          | 14        | 0         | КА+КЛ              | 2+1                | 0                  | КВК                  | 0                    | 0                    | —             | —             | —             | 17     | 0      |
| 1999-00                     | «Ньюкасл Юнайтед»           | ПЛ                          | 27        | 2         | КА+КЛ              | 4+0                | 0                  | КУЄФА                | 3                    | 0                    | —             | —             | —             | 34     | 2      |
| 2000-01                     | «Ньюкасл Юнайтед»           | ПЛ                          | 35        | 0         | КА+КЛ              | 2+3                | 0                  | —                    | —                    | —                    | —             | —             | —             | 40     | 0      |
| 2001-02                     | «Ньюкасл Юнайтед»           | ПЛ                          | 34        | 0         | КА+КЛ              | 5+3                | 1+0                | Інт                  | 6                    | 2                    | —             | —             | —             | 48     | 3      |
| 2002-03                     | «Ньюкасл Юнайтед»           | ПЛ                          | 35        | 1         | КА+КЛ              | 1+0                | 0                  | ЛЧ                   | 12                   | 0                    | —             | —             | —             | 48     | 1      |
| 2003-04                     | «Ньюкасл Юнайтед»           | ПЛ                          | 34        | 0         | КА+КЛ              | 2+0                | 0                  | ЛЧ+КУЄФА             | 1+10                 | 0                    | —             | —             | —             | 47     | 0      |
| 2004-05                     | «Ньюкасл Юнайтед»           | ПЛ                          | 22        | 1         | КА+КЛ              | 2+2                | 0                  | КУЄФА                | 10                   | 0                    | —             | —             | —             | 36     | 1      |
| Усього за «Ньюкасл Юнайтед» | Усього за «Ньюкасл Юнайтед» | Усього за «Ньюкасл Юнайтед» | 205       | 4         |                    | 29                 | 1                  |                      | 44                   | 2                    |               | —             | —             | 278    | 7      |
| 2005-06                     | «Астон Вілла»               | ПЛ                          | 35        | 0         | КА+КЛ              | 4+2                | 0                  | —                    | —                    | —                    | —             | —             | —             | 41     | 0      |
| 2006-07                     | «Астон Вілла»               | ПЛ                          | 19        | 0         | КА+КЛ              | 1+3                | 0                  | —                    | —                    | —                    | —             | —             | —             | 23     | 0      |
| Усього за «Астон Віллу»     | Усього за «Астон Віллу»     | Усього за «Астон Віллу»     | 54        | 0         |                    | 10                 | 0                  |                      | —                    | —                    |               | —             | —             | 64     | 0      |
| 2007-08                     | «Фулгем»                    | ПЛ                          | 30        | 0         | КА+КЛ              | 1+1                | 0                  | —                    | —                    | —                    | —             | —             | —             | 32     | 0      |
| 2008-09                     | «Фулгем»                    | ПЛ                          | 38        | 0         | КА+КЛ              | 5+1                | 2+0                | —                    | —                    | —                    | —             | —             | —             | 44     | 0      |
| 2009-10                     | «Фулгем»                    | ПЛ                          | 34        | 0         | КА+КЛ              | 5+0                | 0                  | ЛЄ                   | 17                   | 0                    | —             | —             | —             | 56     | 0      |
| 2010-11                     | «Фулгем»                    | ПЛ                          | 38        | 1         | КА+КЛ              | 3+2                | 0                  | —                    | —                    | —                    | —             | —             | —             | 43     | 1      |
| 2011-12                     | «Фулгем»                    | ПЛ                          | 19        | 0         | КА+КЛ              | 1+0                | 0                  | ЛЄ                   | 10                   | 1                    | —             | —             | —             | 30     | 1      |
| 2012-13                     | «Фулгем»                    | ПЛ                          | 24        | 0         | КА+КЛ              | 3+1                | 1+0                | —                    | —                    | —                    | —             | —             | —             | 28     | 1      |
| 2013-14                     | «Фулгем»                    | ПЛ                          | 13        | 0         | КА+КЛ              | 2+2                | 0                  | —                    | —                    | —                    | —             | —             | —             | 17     | 0      |
| Усього за «Фулгем»          | Усього за «Фулгем»          | Усього за «Фулгем»          | 196       | 1         |                    | 27                 | 3                  |                      | 27                   | 1                    |               | —             | —             | 250    | 1      |
| 2013-14                     | «Квінз Парк Рейнджерс»      | Ч (ІІ)                      | 11        | 0         | КА+КЛ              | —                  | —                  | —                    | —                    | —                    | —             | —             | —             | 11     | 0      |
| 2014-15                     | «Брайтон енд Гоув»          | Ч (ІІ)                      | 10        | 0         | КА+КЛ              | 0+3                | 0                  | —                    | —                    | —                    | —             | —             | —             | 13     | 0      |
| Усього за кар'єру           | Усього за кар'єру           | Усього за кар'єру           | 476       | 5         |                    | 69                 | 4                  |                      | 71                   | 3                    |               | —             | —             | 616    | 12     |